# Astragalus klementzii
Astragalus klementzii es una especie de planta del género Astragalus, de la familia de las leguminosas, orden Fabales.

## Distribución
Astragalus klementzii se distribuye por Mongolia.

## Taxonomía
Fue descrita científicamente por N. Ulziyhk. Fue publicada en L.G.Byazrov & al., Fl. Khangaya: 123 (1989).